# Воронеж I
Воронеж I — пасажирська залізнична станція Південно-Східної залізниці на лінії Касторна-Курська — Отрожка, головний залізничний вокзал Воронежа.

## Історія
Станція офіційно відкрита у 1869 році під час будівництва Києво-Воронезької залізниці, як кінцевий пункт залізничної лінії Козлов (Мічуринськ) — Воронеж. 20 грудня 1867 року на станцію прибув перший пробний поїзд, у тому ж році почалося будівництво вокзалу. 30 січня 1868 року відбулося урочисте відкриття станції. 1 лютого 1868 року від вокзалу станції відправився перший пасажирський поїзд за маршрутом Воронеж — Москва. У 1895 році відкритий вокзал станції Воронеж.

Історичні світлини
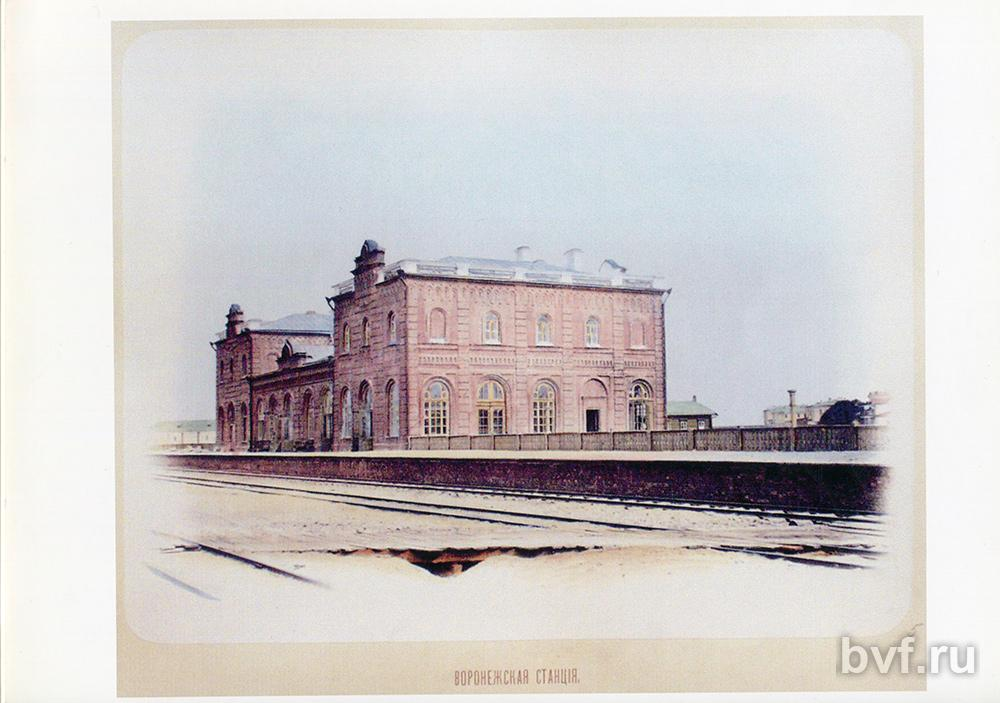
Вокзал станції Воронеж (приблизно 1868 року)
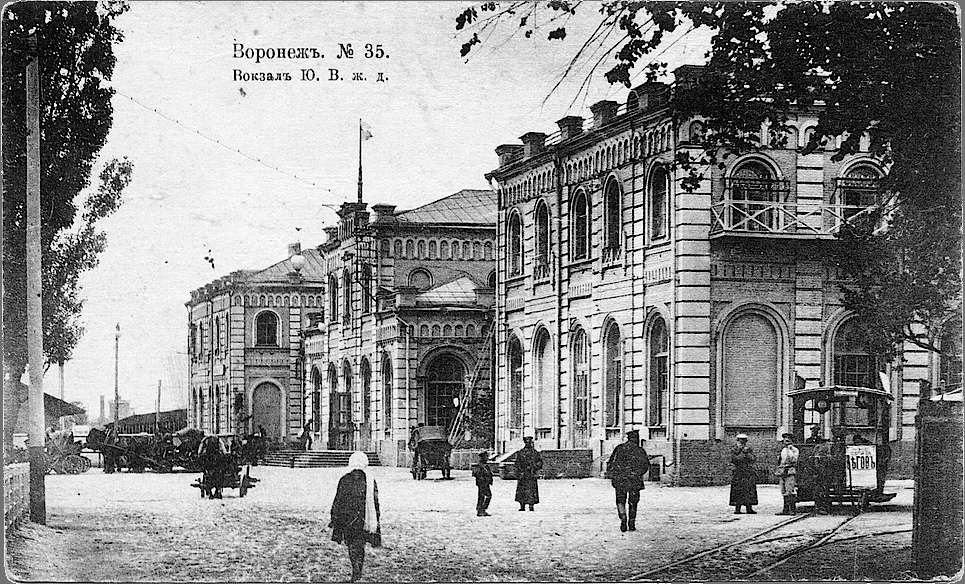
Вокзал наприкінці XIX — початку XX століть
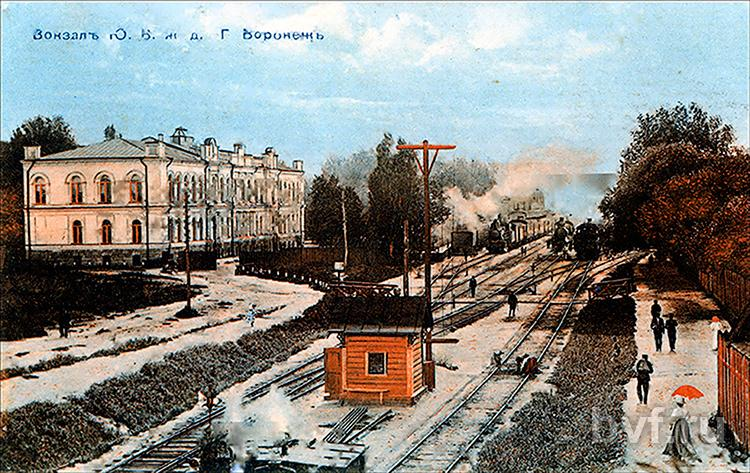
Станція наприкінці XIX — початку XX століть
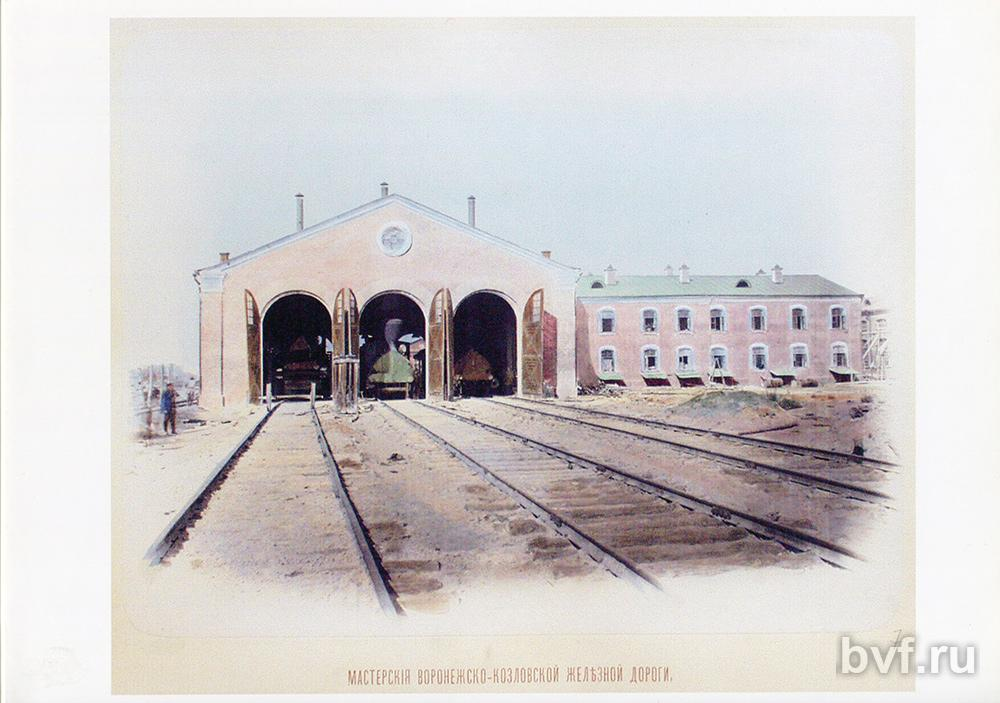
Майстерні Воронезько-Козловської залізниці (1868)
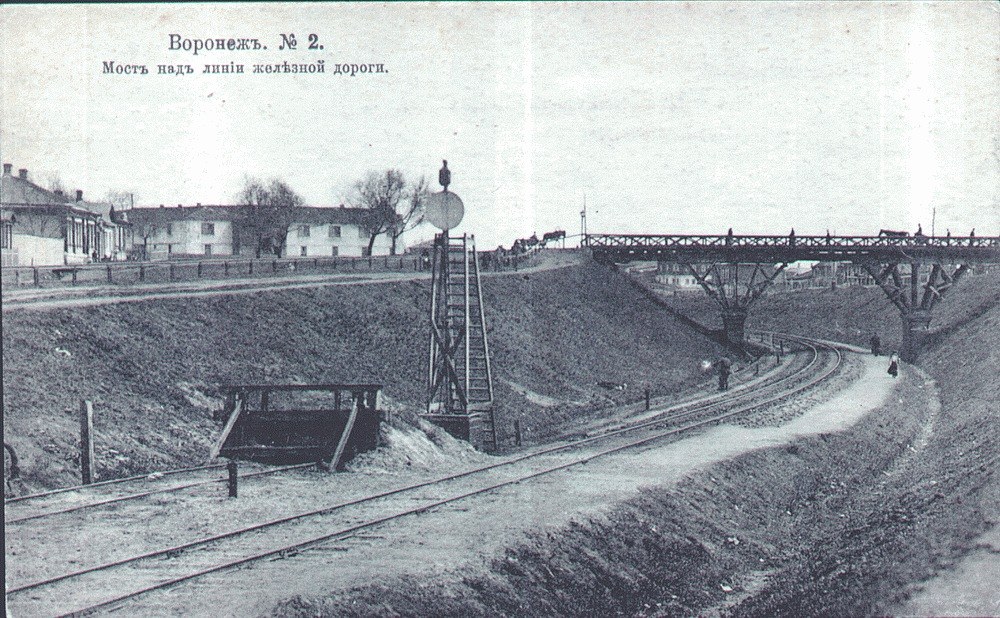
Міст над залізницею на початку ХХ століття

Стара будівля вокзалу була зруйнована німецько-фашистськими військами під час окупації Воронежа (липень 1942 — 25 січня 1943 року). Сучасний вокзал побудований у 1954 році за проєктом московського архітектора Володимира Скаржинського, під керівництвом члена Академії архітектури СРСР Каро Алабяна. Будівля вокзалу розташована паралельно платформам і представляє собою двоповерхову споруду, в центрі якої знаходиться піднесена частина з головним вестибюлем. Зі сторони платформ облаштоване великою заскленою аркою, в центрі знаходиться великий скляний вітраж, а зі сторони площі — підковоподібний виступ фасаду. Над пілястрами центрального та бічних ризалітів, вище карнизу, з боку площі встановлені скульптури (скульптор — В. Ф. Буримов), що підсилюють ритм вертикалей та є композиційною основою вигляду вокзалу. У 1996 році бетонні постаті, через зношеність, були замінені на копії з листової міді (скульптори — Є. М. Пак, І. П. Дикунов).

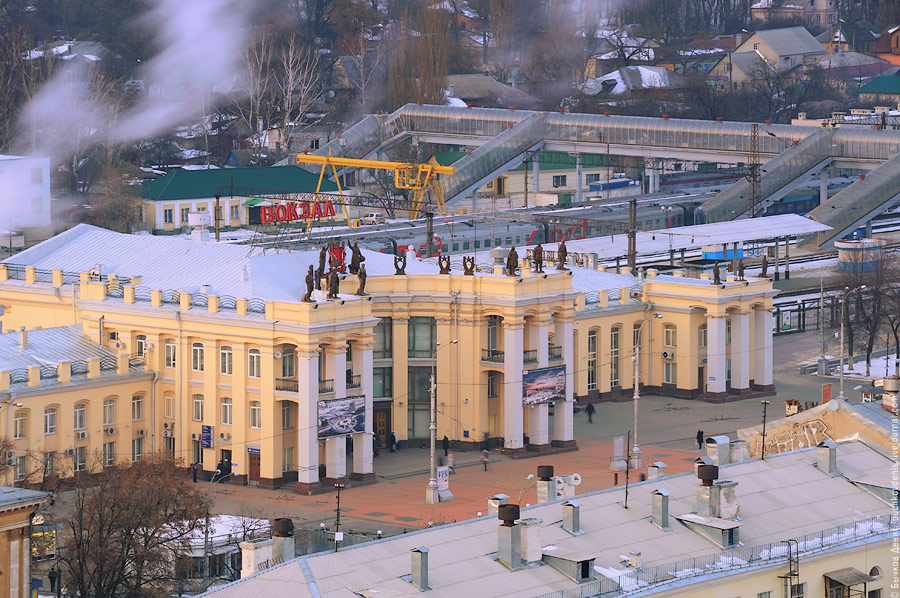
Сучасний вокзал станції Воронеж І

Вокзал завдяки пропорціям, чіткому промальовування деталей та світло-жовтому забарвленню має парадний та монументальний вигляд. Інтер'єри головного вестибюлю, залів чекання, кас оформлені з використанням природного та штучного мармуру, ліпнина та скульптурні композиції мають урочистий та суворий вигляд.
На початку 2000-х років, після капітального ремонту, висока платформа № 1 переобладнана на низьку.
У серпні 2019 року на колишніх вантажних коліях станції Воронеж I  відкритий музей залізничної ретротехніки, що раніше експлуатувалася на Південно-Східній залізниці.

## Пасажирське сполучення
Станція є кінцевим пунктом прибуття для поїздів, які прямують до Воронежа.
Від станції Воронеж I відправляються приміські поїзди до Рамоні (рамонський напрямок), Грязей Усмані, Мічурінська (мічурінський напрямок), Лисок, Розсоші, Валуйок (ростовський та бєлгородський напрямок).

## Галерея

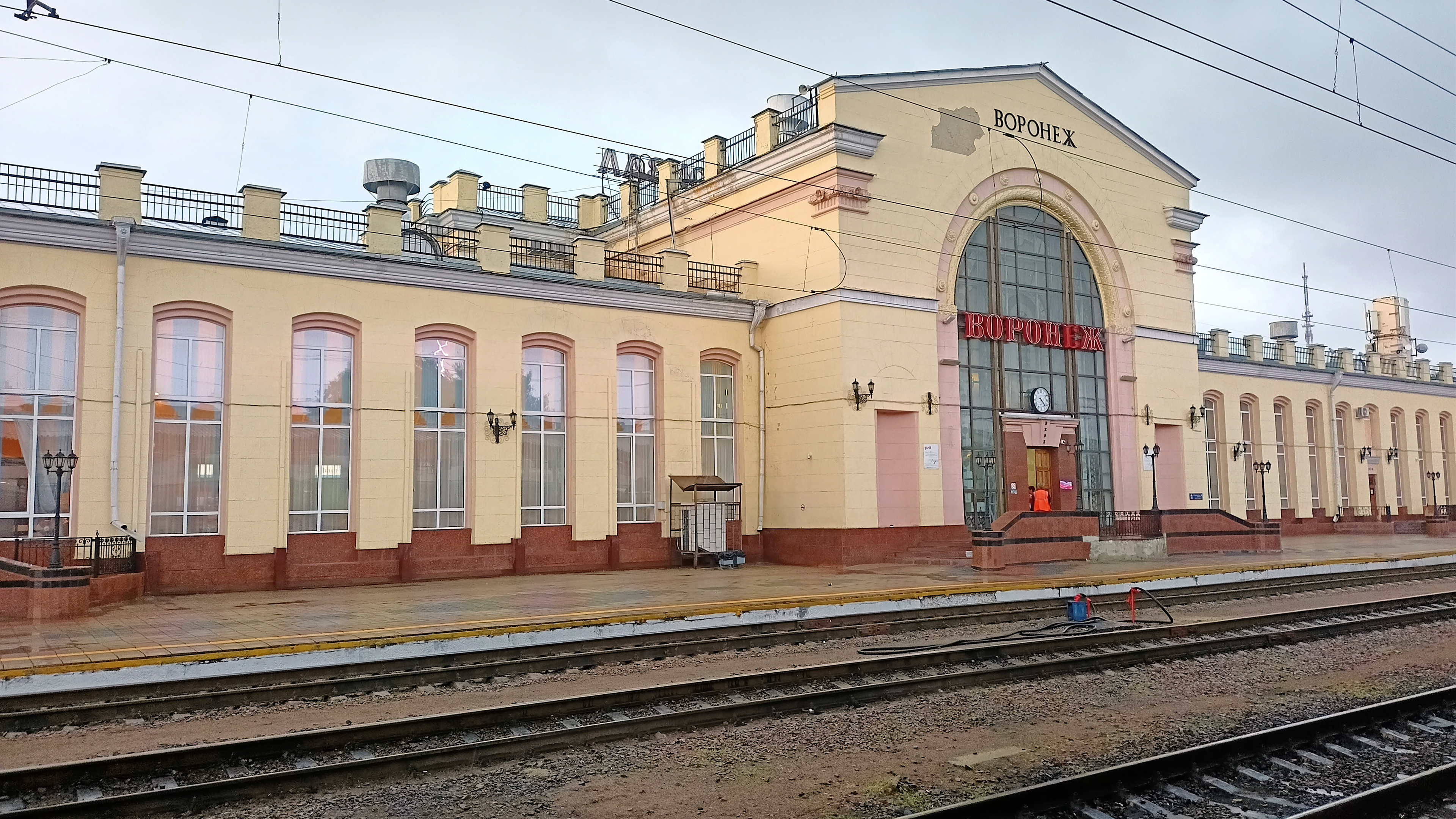
Вокзал станції Воронеж І
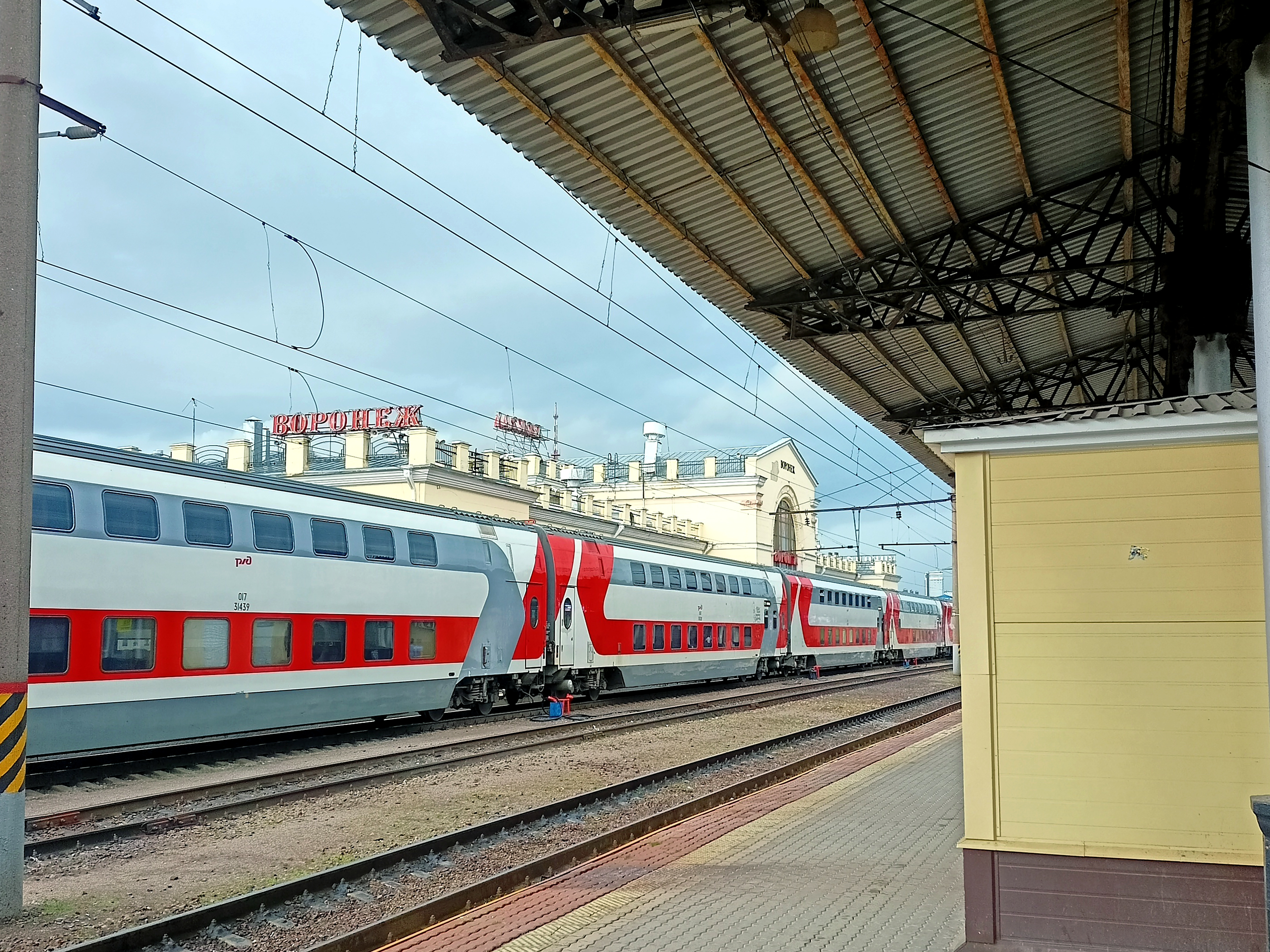
Двоповерховий поїзд сполученням Воронеж — Москва
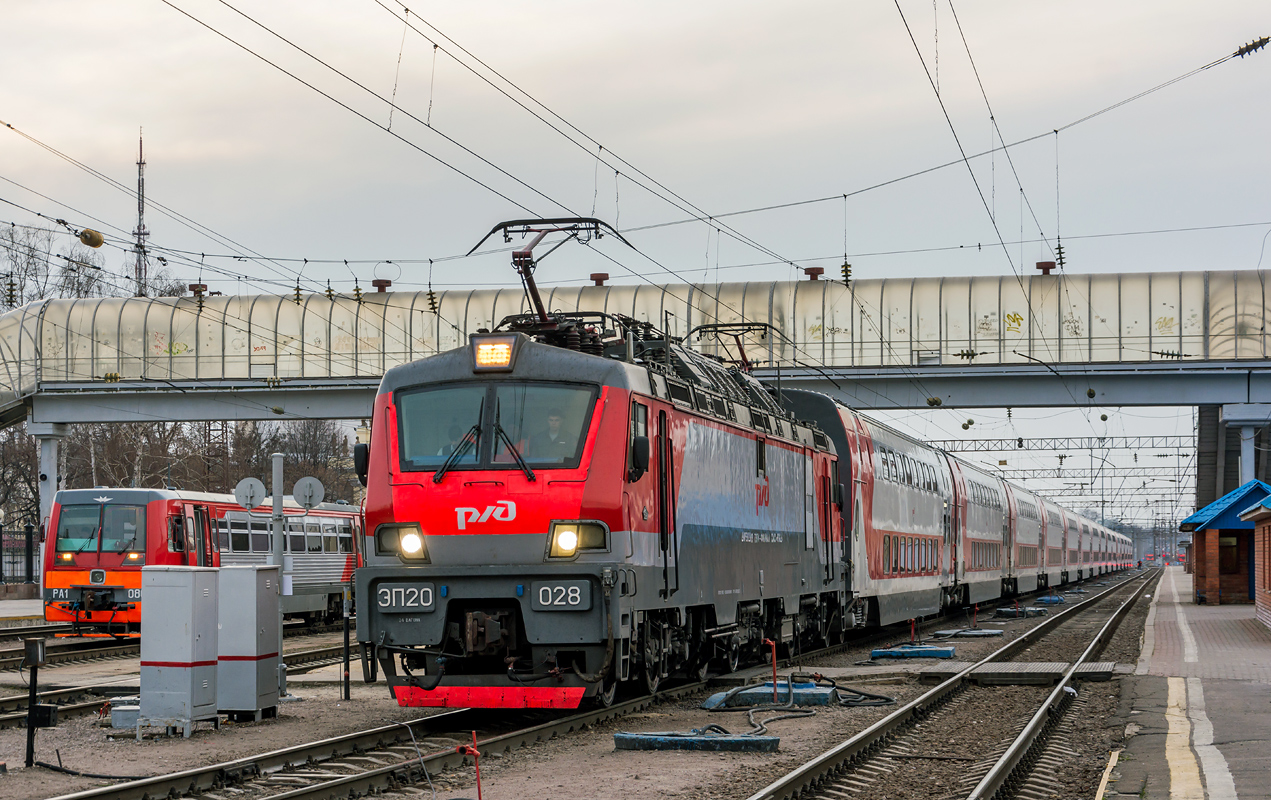
ЕП20-028 з поїздом на станції Воронеж І
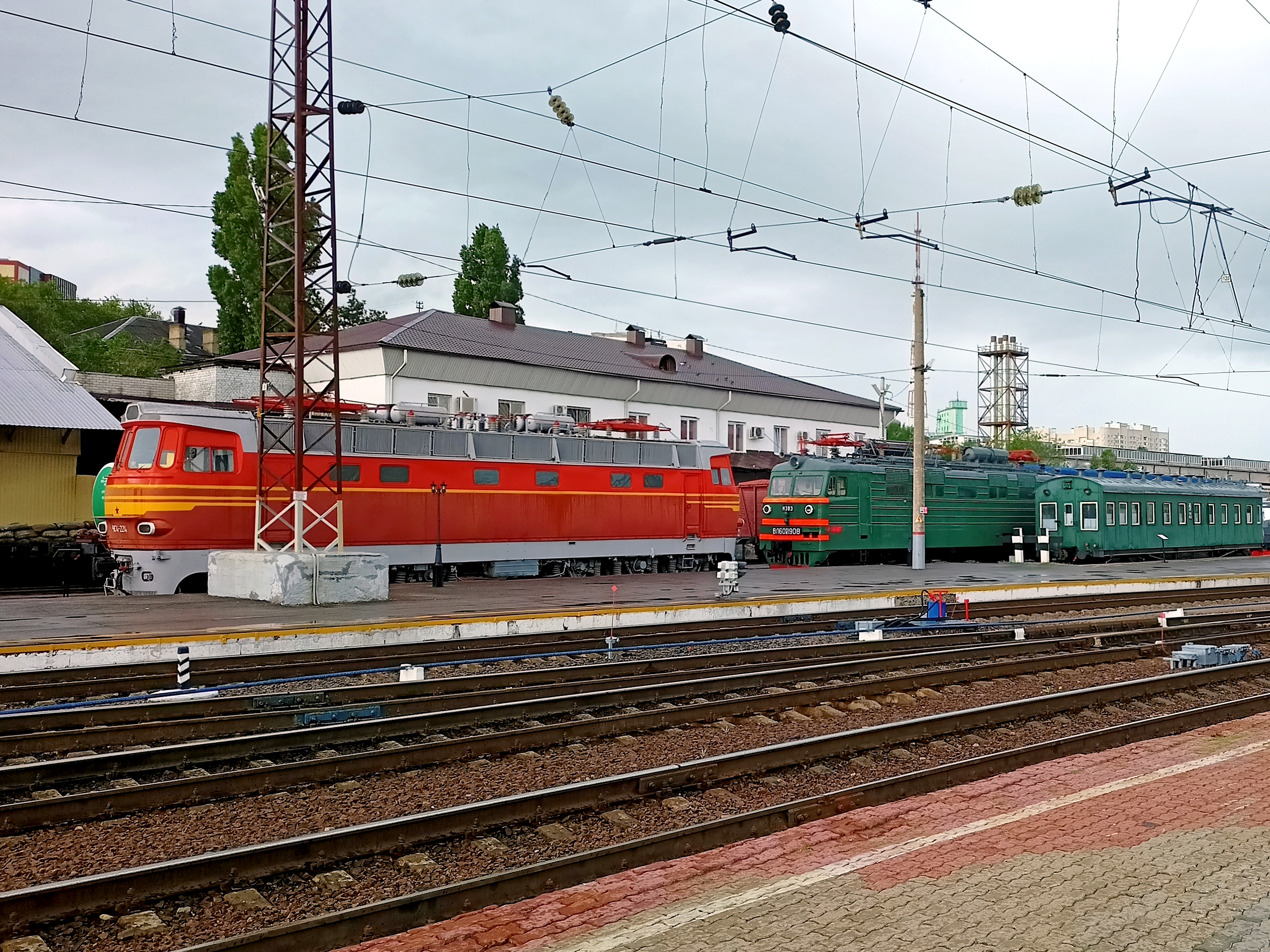
Музей залізничної ретротехніки
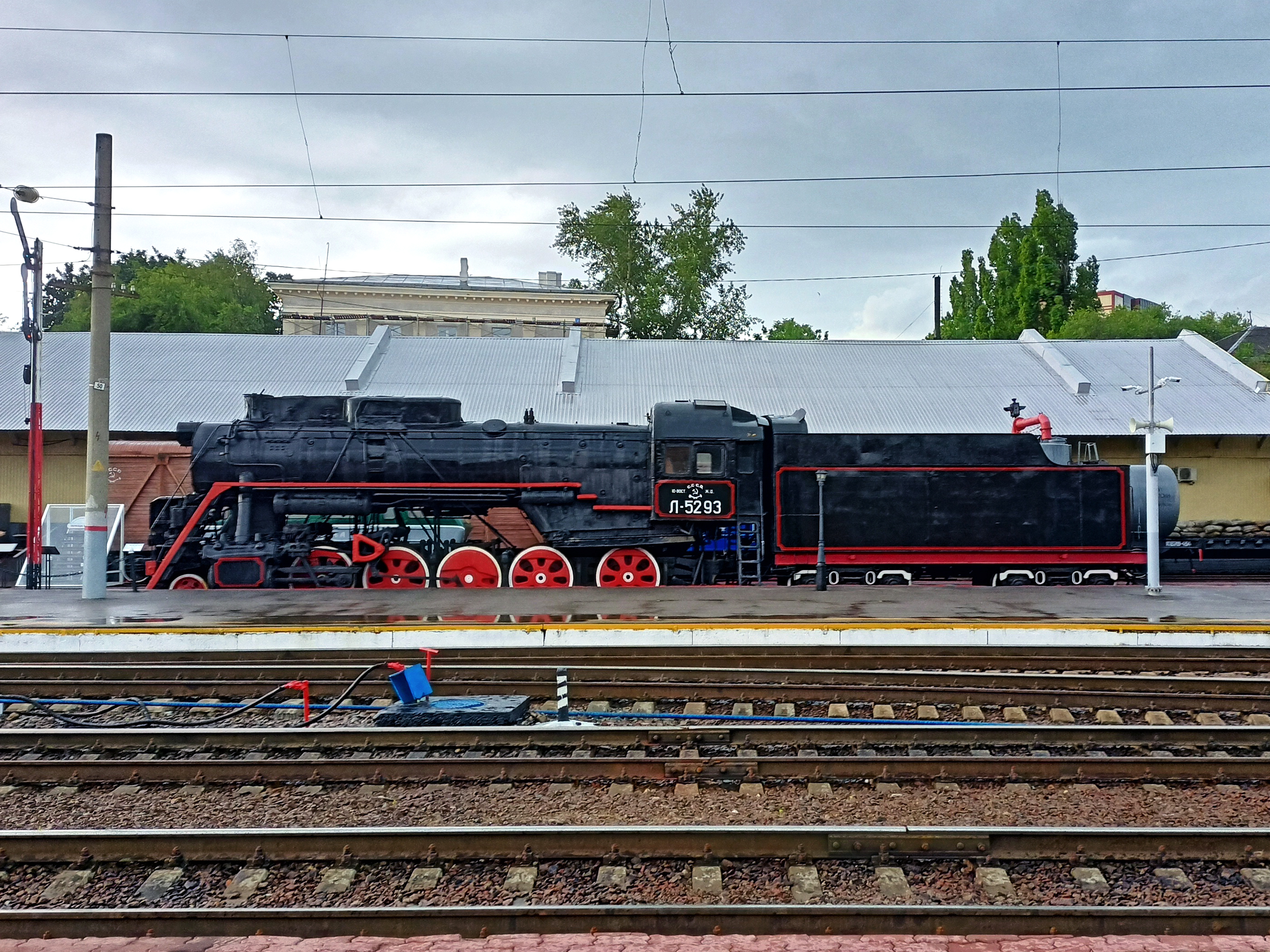
Паровоз Л-5293
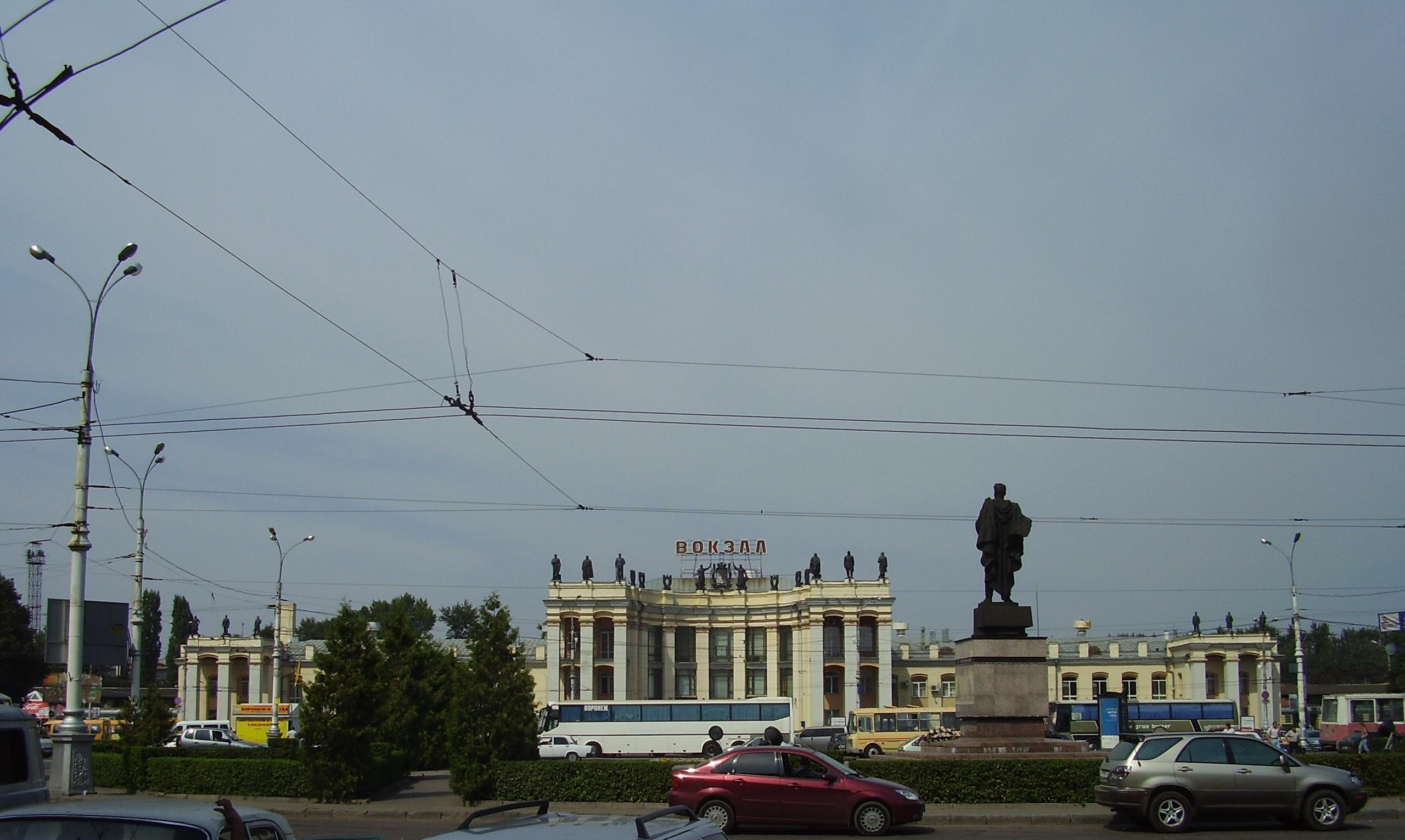
Площа Генерала Черняховського